# 성창오토텍
주식회사 성창오토텍은 대한민국의 전기자동차 부품 기업이다.

## 역사 및 현황
1996년 10월 자동차 부품의 개발, 제조를 영위할 목적으로 설립되었으며, 2006년 11월에 코스닥 시장에 상장하였다.